# Le Fardeau de l'homme blanc
Ne pas confondre avec le livre de William Easterly.
Le Fardeau de l'homme blanc (The White Man's Burden) est un poème de l'écrivain britannique Rudyard Kipling. Il a été publié à l'origine en février 1899 dans la revue mensuelle américaine populaire McClure's, avec pour sous-titre Les États-Unis et les îles Philippines (The United States and the Philippine Islands).

## Contexte

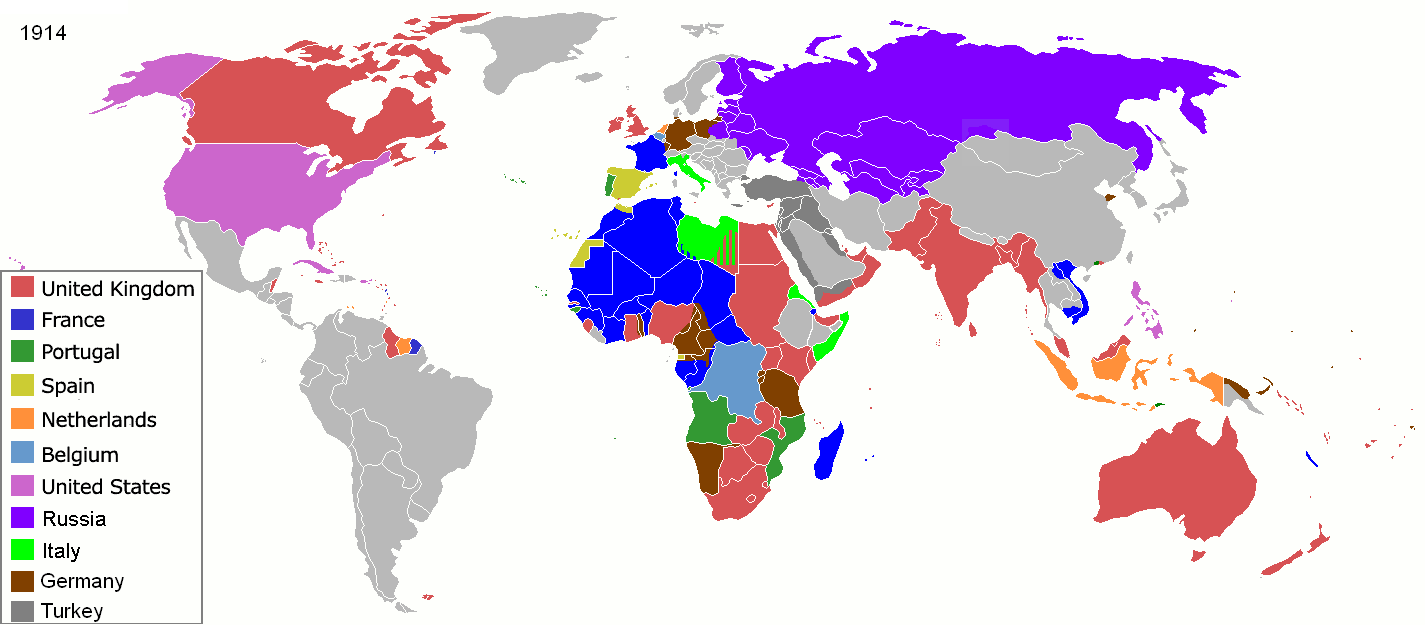
Carte des empires coloniaux occidentaux avant le déclenchement de la Première Guerre mondiale (1914)

Ce court poème peut être lu comme un soutien à la colonisation des Philippines – et plus généralement des anciennes colonies espagnoles – par les États-Unis au cours de la guerre américano-philippine, mais aussi comme un avertissement adressé aux États-Unis au sujet des responsabilités morales et financières que leur politique impérialiste les amène à endosser.
Le poème est également publié au moment où la seconde guerre des Boers qui oppose des colons européens non anglophones installés en Afrique du Sud depuis les XVIIe et XVIIIe siècles et l'Empire britannique est sur le point de débuter.

## Publication
Kipling prévoit initialement de publier ce poème en 1897 à l'occasion du jubilé de la reine Victoria, mais préfère le remplacer par Recessional. Le texte Le Fardeau de l'homme blanc sera modifié pour s'adapter au thème de l'expansion américaine après la guerre hispano-américaine, en 1899.

## Texte du poème
| Take up the White Man's burden—⁠ Send forth the best ye breed— Go bind your sons to exile⁠ To serve your captives' need; To wait in heavy harness,⁠ On fluttered folk and wild— Your new-caught, sullen peoples, Half-devil and half-child. Take up the White Man's burden— ⁠In patience to abide, To veil the threat of terror⁠ And check the show of pride; By open speech and simple, ⁠An hundred times made plain, To seek another's profit,⁠ And work another's gain. Take up the White Man's burden—⁠ The savage wars of peace— Fill full the mouth of Famine⁠ And bid the sickness cease; And when your goal is nearest⁠ The end for others sought, Watch Sloth and heathen Folly ⁠Bring all your hope to nought. Take up the White Man's burden— No tawdry rule of kings, But toil of serf and sweeper— The tale of common things. The ports ye shall not enter, ⁠The roads ye shall not tread, Go make them with your living, ⁠And mark them with your dead. Take up the White Man's burden— ⁠And reap his old reward: The blame of those ye better, ⁠The hate of those ye guard— The cry of hosts ye humour ⁠(Ah, slowly!) toward the light:— "Why brought ye us from bondage, Our loved Egyptian night?" Take up the White Man's burden—⁠ Ye dare not stoop to less— Nor call too loud on Freedom⁠ To cloak your weariness; By all ye cry or whisper,⁠ By all ye leave or do, The silent, sullen peoples⁠ Shall weigh your Gods and you. Take up the White Man's burden—⁠ Have done with childish days— The lightly proffered laurel,⁠ The easy, ungrudged praise. Comes now, to search your manhood⁠ Through all the thankless years, Cold, edged with dear-bought wisdom, ⁠The judgment of your peers! |  | Prenez le fardeau de l'Homme Blanc Envoyez le meilleur de votre descendance Promettez vos fils à l'exil Pour servir les besoins de vos prisonniers ; Pour veiller sous un lourd harnais, Sur un peuple folâtre et sauvage Vos peuples boudeurs, tout juste pris, Moitié démon et moitié enfant. Prenez le fardeau de l'Homme Blanc D'accepter la règle avec patience, D'adoucir la menace de la terreur Et de réprimer la démonstration d'orgueil ; Par des paroles directes et simples, Exprimées clairement cent fois, De rechercher le profit d'un autre, Et travailler pour qu'un autre y gagne. Prenez le fardeau de l'Homme Blanc Les guerres cruelles de la paix Remplissez la bouche de Famine Et demandez à la maladie de cesser ; Et quand vous êtes au plus près du but La fin que vous recherchez pour les autres, Regardez Paresse, et Bêtise la païenne Réduire tout votre espoir à néant. Prenez le fardeau de l'Homme Blanc Pas la loi clinquante des rois, Mais la besogne du serf et du domestique L'histoire des choses banales. Les ports où vous n'entrerez pas, Les routes que vous ne devrez pas prendre, Allez en faire votre existence, Et laissez vos morts tout le long. Prenez le fardeau de l'Homme Blanc Et récoltez sa vieille récompense : La critique de ceux qu'on dépasse, La haine de ceux qu'on surveille Les cris des hôtes que vous guidez (Ah, lentement !) vers la lumière : "Pourquoi nous avoir sorti des entraves, Nos nuits d'Égypte tant aimées ?" Prenez le fardeau de l'Homme Blanc N'allez pas vous courber plus bas Ni appeler trop fort Liberté Pour masquer votre fatigue ; Par tous vos pleurs et vos murmures, Par ce que vous laissez, et par ce que vous faites, Les peuples boudeurs et silencieux Jugeront de vos Dieux et de vous. Prenez le fardeau de l'Homme Blanc Finissez-en de vos jours d'enfance Le laurier offert légèrement, La louange facile et franche. Voilà maintenant, pour voir si vous êtes homme À travers toutes les années difficiles, Froid, affuté par une sagesse chèrement payée, Voilà le jugement de vos pairs ! |

## Structure et analyse

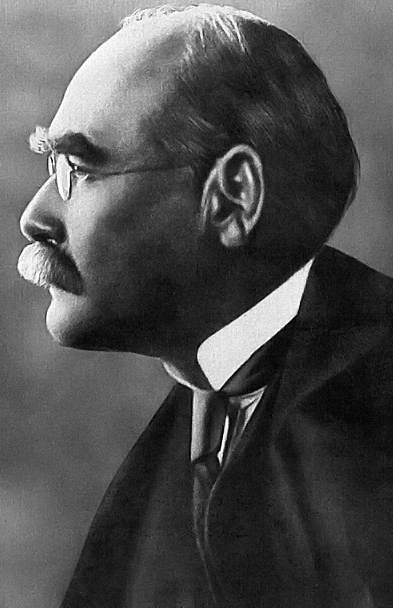
Rudyard Kipling en 1914

Le poème se compose de sept strophes, dont les rimes suivent un schéma ABCBDEFE. Il apparaît comme une injonction intimant à l'homme blanc le devoir de civiliser, de subvenir aux besoins et d'administrer les populations colonisées (le « fardeau » pouvant être à la fois ces populations, et le devoir en lui-même). Il illustre la mentalité des Occidentaux d'alors, croyant au progrès, et qui considèrent être porteurs d'un devoir de civilisation du reste du monde. Ce poème est devenu pour cette raison un symbole de l'eurocentrisme de cette époque et de la justification de la colonisation en tant que mission civilisatrice.
Kipling présente la colonisation comme un « fardeau » assumé par le colonisateur européen : la dimension christique est nette, assimilant le colonisateur à Jésus portant sa Croix lourde des péchés du monde. Le colonisateur, essentiellement masculin (« Exile tes fils »), se distingue par sa sérénité (« sans marquer d'impatience »), malgré la peur (« cette terreur omniprésente »), la fatigue (« labeur de serf » ; « cacher ta fatigue ») et la déception face à l'attitude des peuples colonisés (« ces années d'ingratitude »). En effet, ces derniers, « agités et sauvages », « mi enfants, mi-démons », se manifestent par leur manque de reconnaissance (« Le blâme de ceux dont tu as amélioré le sort/La haine de ceux que tu as protégés »). À cette figure de barbarie (ces « foules qu'avec ménagement/(Et trop lentement peut-être) tu entraînes vers la lumière ») s'oppose le colonisateur qui avec altruisme (« subvenir aux besoins de tes captifs » ; « avec altruisme/Travaille au bénéfice des autres ») apporte la civilisation et la science : il instaure la paix (« imposer la paix »), « enraye la maladie » et la famine (« nourris les affamés »). Au-delà de ces simples références religieuses, Kipling sous-entend une idée de péril (le fardeau) auquel s'expose l'homme blanc. Le « fardeau » en question désigne donc autant le devoir christique du colonisateur de civiliser et administrer les populations conquises que la tâche elle-même qui peut entrainer une certaine forme de rancœur si ce n'est même de l'amertume.

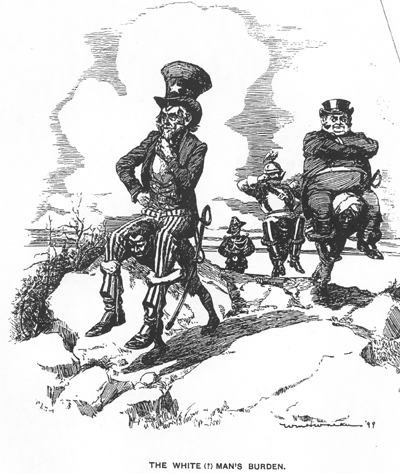
Caricature inspirée du poème de Kipling, publiée dans Life (1899)

Le poème insiste sur l'amertume de la tâche assumée par le colonisateur européen : si la civilisation britannique, et, au-delà, occidentale, est clairement présentée comme supérieure et destinée à se répandre dans le monde entier, elle n'est pas triomphante, comme le montre la conclusion des troisième et quatrième strophes : « Et lorsque tu auras presque atteint ton but/À la rencontre d'autrui/Vois la paresse et la barbare sottise/Anéantir tous tes espoirs » ; « Les ports où tu n'accosteras jamais/Les routes que tu ne fouleras pas/Bâtis-les de ton vivant et jonche-les de tes morts ».
Ce poème eut un grand retentissement, lors de sa publication et suscita un réel débat aux États-Unis, pays dans lequel il fut publié. La couverture du magazine Life du 16 mars 1899 présente une caricature l’Oncle Sam, John Bull et le Kaiser allemand juchés sur le cou d’un Noir, d’un Indien, et d'un autre colonisé sur le sentier d’un pays désertique, inversant ainsi l'idée du fardeau, pourtant présenté comme celui de l'homme blanc par Kipling. Seule la dernière strophe fait peser le risque d'une menace sur cette mission civilisatrice. Ce poème souvent interprété comme une apologie de la colonisation blanche des populations à la peau plus sombre met en réalité à mal le modèle de l’homme blanc dominateur. Robert Escarpit, auteur de l'ouvrage Rudyard Kipling, servitudes et grandeurs impériales, rapproche ce texte d’un autre poème, inititulé Recessional (1897), dans lequel, en plein jubilé de la reine Victoria, le poète et écrivain britannique évoque ce qu’il adviendrait de l’Empire britannique si les colonisateurs, « ivres de conquête, venaient à oublier les valeurs chrétiennes de leur mission ».

## Postérité
Le livre The White Man's Burden (Le fardeau de l'homme blanc: L'échec des politiques occidentales d'aide aux pays pauvres), écrit par William Easterly, fait directement référence au livre de Kipling. L'auteur, économiste américain, spécialiste de l'économie du développement, y précise sa pensée au sujet de l'aide internationale.
Le film White Man's Burden (connu en France sous le titre White Man), uchronie réalisée par Desmond Nakano et sortie en 1995, est une référence au poème mais se présente sous une forme alternative de l'histoire ou l'homme blanc est politiquement et socialement dominé par l'homme noir.